# Fagerdal

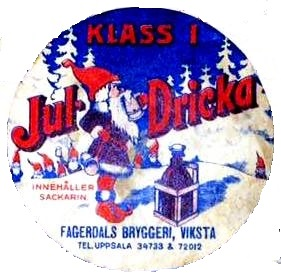
Etikett för Fagerdals JulDricka

Fagerdal är en by i norra delen av Uppsala kommun, mellersta Uppland.
Fagerdal ligger cirka 2 kilometer norr om Vikstaby och är känt för det historiska Fagerdals bryggeri, vilket lades sommaren 1970.
Numera är en verkstad inrymd i det gamla bryggeriet. I övrigt utgörs bebyggelsen mest av enfamiljshus. Byn tillhör Björklinge-Skuttunge rektorsområde.
Fagerdals Bryggeri ägdes av familjen Svallin och hade nederlag i Stockholm, Uppsala och Örbyhus.
I Fagerdal möts länsvägarna C 701 och C 708. Österut går en enskild väg till Risby.